# Јован Дука Комнин
Јован Дука Комнин (1128 - септембар 1176) је био византијски протовестијар и дукс Кипра од 1156. године до своје смрти. Командовао је Кипром 1156. године приликом напада Ренеа од Шатијона. Умро је од последица рана задобијених у бици код Мириокефалона 1176. године.

## Биографија
Јован је био син Андроника Комнина, односно унук византијског цара Јована II Комнина. Мајка му се звала Ирина. Јован је 1148. године носио титулу протовестијара. За дукса Кипра постављен је 1155. године. На тој функцији задржао се до своје смрти 1176. године. Кипар је 1156. године нападнут од стране Ренеа од Шатијона, кнеза Антиохије и Тороса II Јерменског. Повод је био лични сукоб Ренеа и византијског цара Манојла Комнина. Ово је била велика грешка јер је Кипар увек био на страни крсташа и снабдевао га храном и оружјем приликом похода. Јерусалимски краљ Балдуин му је упућивао жестоке прекоре, али их је Рене једноставно игнорисао. Рене је заробио Јована Дуку и одвео га у Антиохију. Две године касније Манојло Комнин долази у Свету Земљу. Плашећи се напада овог јаког противника, Рене се пред њим појавио као молилац, босоног и бацио се пред цареве ноге у прашину док је овај седео на царском престолу. Цар је био задовољан ипружио му опрост. Приликом Манојловог уласка у Антиохију 12. априла 1159. године, Рене је пешице водио његовог коња.
Јован је 17. септембра 1176. године учествовао у бици код Мириокефалона под Манојлом Комнином. Византинци су поражени у бици од стране румског султана Килиџ Арслана II. Јован је рањен у бици и умро је од последица задобијених рана септембра исте године.

## Потомство
Јован Дука се 1146. године оженио Маријом Таронитисом, можда ћерком Јована Таронита, византијског пансеваста. Имали су двоје деце:
- Марија (око 1154—1208/1217), удата најпре за јерусалимског краља Амалрика I коме је родила Изабелу I, а потом за Балијана од Ибелина коме је родила сина Јована, каснијег господара Бејрута.
- Алексије Комнин (умро 1187), ковао заверу против Андроника I Комнина, али је заробљен, ослепљен и утамничен. Умро је неожењен, без деце.